# Longpo Shuiku
Longpo Shuiku är en reservoar i Kina. Den ligger i provinsen Fujian, i den sydöstra delen av landet, omkring 280 kilometer väster om provinshuvudstaden Fuzhou. I omgivningarna runt Longpo Shuiku växer i huvudsak blandskog.
Genomsnittlig årsnederbörd är 2 233 millimeter. Den regnigaste månaden är maj, med i genomsnitt 380 mm nederbörd, och den torraste är oktober, med 24 mm nederbörd.